# Lepiel
Ne doit pas être confondu avec la ville de Babrouïsk, dont le nom biélorusse est aussi Бабруйск
Lepiel ou Lepel (en biélorusse et en russe : Лепель ; en polonais : Lepeł) est une ville de la voblast de Vitebsk, en Biélorussie, et le centre administratif du raïon de Lepiel. Sa population s'élevait à 17 822 habitants en 2017.

## Géographie
Lepiel se trouve dans le nord de la Biélorussie, au sud-ouest du lac de Lepel, à 155 km de Minsk et à 110 km de Vitebsk. Elle est arrosée par les rivières Oulla et Essa.

## Histoire

### Des origines jusqu'en 1920

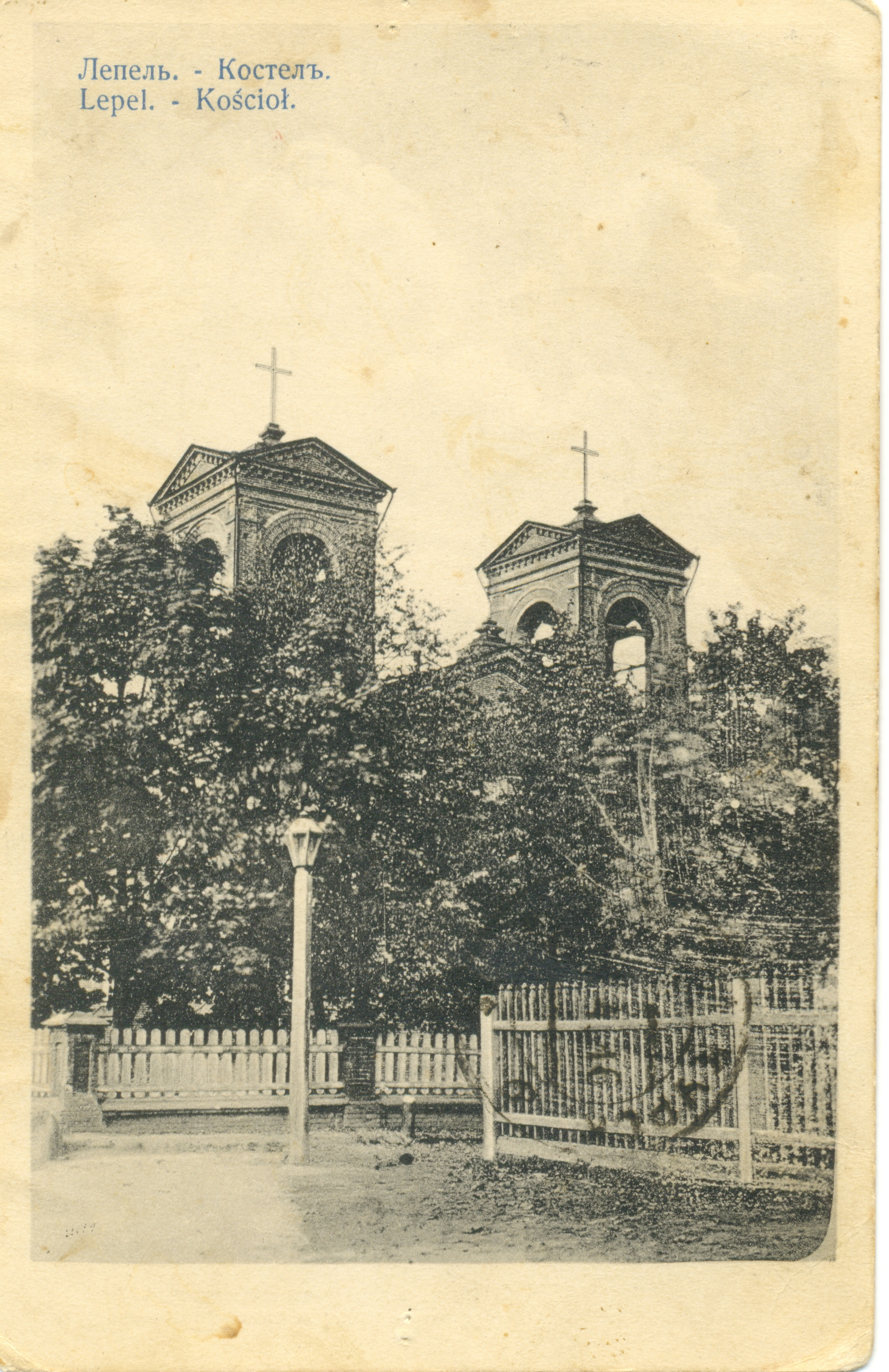
Vue de l'église Saint-Casimir au début du XXe siècle

Les premières mentions écrites de l'endroit datent de 1439.
Les terres correspondant à l'emplacement de Lepel et qui comprenaient des domaines agricoles et un village étaient possession du grand-duché de Lituanie au XVe siècle. Grâce à un prêtre catholique du nom de Koukharski, ces terres sont offertes à l'Église, au diocèse de Vitebsk, ce qui est confirmé par le roi Sigismond. Le Saint-Siège les donne au chapitre de la cathédrale de Vitebsk en 1541, mais en 1563 le chapitre le rend au roi Sigismond II, car la Russie avait pris la ville voisine de Polotsk et le diocèse ne pouvait plus entretenir ce domaine, ni le défendre. La charte de donation stipulait que le roi devait donner en échange un domaine de même rendement. Il n'en fait rien et au contraire le donne en tenure à un des castelans (équivalent de bourgmestre) de Smolensk, Iouri Zenovitch (en polonais : Jerzy Zienowicz), puis après sa mort au voïvode Nicolas Dorogostaïski. Le roi y fait construire une maison fortifiée en 1568, démolie plus tard. C'est seulement lorsque le roi Étienne Bathory récupère Polotsk que les terres et le village de Lepiel sont rendus au chapitre de la cathédrale de Vitebsk, qui finit par le vendre en 1586 au puissant prince Léon Sapiéha qui était fort pieux. Il en fait don en 1609 aux religieuses bernardines (sœurs franciscaines de la stricte observance), à qui il avait déjà donné son palais de Wilno pour en faire leur monastère et pour qui il faisait construire l'église Saint-Michel, afin de le desservir.
Dans la deuxième moitié du XVIIIe siècle, Lepiel est attribuée à l'Empire russe par le premier partage de la Pologne (1772). La bourgade grandit et devient en 1802 le centre l'ouïezd du même nom. Le canal de la Bérézina qui relie la rivière à la Dvina occidentale la traverse en 1805. La petite ville souffre en 1812 du passage de la Grande Armée de Napoléon, dont les soldats incendient quelques maisons. La ville reçoit des autorités impériales son blason le 9 septembre 1852. Elle perd de son importance commerciale et stratégique avant la Première Guerre mondiale. La moitié des 7 600 habitants de la ville à cette époque sont des Juifs qui vivent de petits commerces. Les orthodoxes sont environ 2 300 fidèles et les catholiques un peu plus de mille. Il y a une centaine de membres de la noblesse, et presque deux cents bourgeois. Le reste se partage entre petits commerçants, artisans et paysans. Lepiel a une église catholique, une église et une chapelle orthodoxes, une synagogue et quatre maisons de prières juives.
Pendant la Première Guerre mondiale, Lepiel est occupée par l'armée allemande du 15 mars au 28 septembre 1918. Elle est à nouveau occupée, cette fois-ci par les Polonais, entre octobre 1919 et le 14 mai 1920.

### La Seconde Guerre mondiale

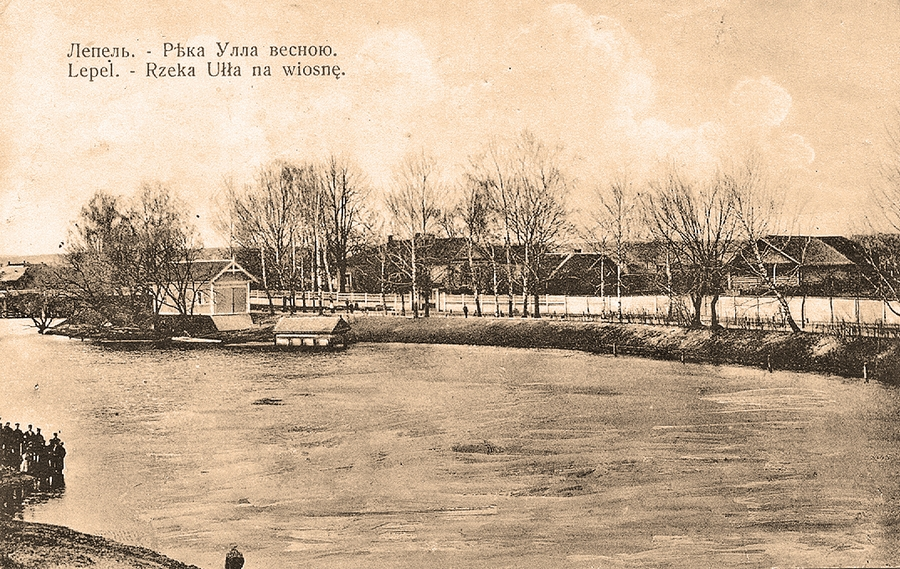
Vues de Lepel avec le canal de la Bérézina

Pendant et après la bataille de Białystok–Minsk du 22 juin au 8 juillet 1941 qui implique les forces du front de l'ouest, les Allemands du Groupe d'Armée Centre se lancent dans une vaste étendue d'opérations de terrain et se dirigent le long des cours de la Dvina occidentale et du Dniepr, pour atteindre Moscou. Lepel est alors située dans une zone qui comporte de nombreux dépôts soviétiques de munitions, mais ils ne sont défendus que par le régiment des cadets de l'école d'artillerie et de lance-mines de Lepel qui s'est disloqué dans le village de Borovka, et par quelques petites unités de garde-frontières, échappées plus à l'est. La défense est aux mains du général Terpilovski qui est commandant de la garnison de Lepel. À l'aube du 2 juillet 1941, l'aviation allemande effectue son premier raid sur Lepel et le soir la 7e division de Panzer du général von Funk approche de la ville et commence les tirs près du village de Staï.
Lepel tombe le 3 juillet. Le jour suivant, les Allemands traversent la rivière Oulla et se dirigent vers l'est. Le groupe du général Terpilovski prend part à la défense de Vitebsk, après quoi les cadets sont envoyés loin à Barnaoul, nouveau lieu de leur dislocation. Entre le 6 et le 10 juillet 1941, les Soviétiques tentent une contre-attaque, mais elle se solde par un échec à cause de la bonne préparation de l'aviation allemande. Le général Kourotchkine ordonne la retraite. Pendant l'occupation allemande, les Juifs de Lepiel sont enfermés dans un petit ghetto aux abords de la ville. A l'automne 1941 et le 28 février 1942, ils sont assassinés dans des exécutions de masse perpétrées par une unité des Einsatzgruppen. Lepel est libérée par l'Armée rouge le 28 juin 1944, au cours de l'offensive Vitebsk–Orcha, épisode de l'opération Bagration, menée par le premier front de la Baltique du général Bagramian et le troisième front biélorusse.

## Population
Recensements (*) ou estimations de la population :
| 1864  | 1897* | 1923* | 1926* | 1959* |
| ----- | ----- | ----- | ----- | ----- |
| 2 100 | 6 284 | 4 143 | 4 800 | 9 683 |

| 1970*  | 1979*  | 1989*  | 1999*  | 2009*  |
| ------ | ------ | ------ | ------ | ------ |
| 13 109 | 16 479 | 19 087 | 19 000 | 17 280 |

| 2013   | 2014 | 2015   | 2016   | 2017   |
| ------ | ---- | ------ | ------ | ------ |
| 17 577 | 608  | 17 630 | 17 690 | 17 822 |

## Culture
Lepel possède un musée régional, une maison de la culture et une maison de l'artisanat.

## Enseignement
Lepel dispose d'un lycée, de trois collèges, d'un école supérieure d'État d'agriculture, d'un lycée technique professionnel d'État, d'une école d'art et d'une académie de musique.

## Patrimoine
- Église catholique Saint-Casimir (1857-1876) ;
- Église orthodoxe Sainte-Parascève (1841-1844), construite en bois ;
- Chapelle orthodoxe Saint-Georges (1900) ;
- Cimetière catholique, avec chapelles funéraires du XIXe siècle.

## Personnalités liées à la ville
- Vladimir Motyl (1927-2010), réalisateur et scénariste soviétique et russe.
- Alexandre-Louis Lebrun (1780-1812), colonel du 3e Chevau-légers-lanciers de l'armée de Napoléon ; il prend part à la retraite de la campagne de Russie et il est tué au combat le 24 novembre 1812.